# チョットだけョ全員集合!!
『チョットだけョ全員集合!!』(チョットだけよぜんいんしゅうごう!!）は、1973年に公開されたザ・ドリフターズの「全員集合シリーズ」及び松竹ドリフ映画第11作。同時上映は『男はつらいよ 寅次郎忘れな草』。

## ストーリー
近所でも評判のヤブ医者・薮井長介はひょんなことから酒屋の長男・ヒデオと三下ヤクザ・忠次を医院で雇うことになった。助手・工作、看護師・風太も含め5人所帯になった薮井医院だが、やはり患者はほとんど来ず、長介もヒデオの妹・あやめ（小鹿ミキ）に惚れてしまい彼女の酒屋に入り浸る日々を送っていた。
そんなある日、あやめは路上に倒れていた貧相な老人・小原庄助（益田喜頓）を助け、お礼に会津へ招かれる。その後庄助のもとを訪ねたあやめだったが、そこで見たのは庄助の豪邸であった。しかもあやめを気に入った庄助は、彼女を養女にしたいと言い出したのだ。
それを聞き付けたヒデオ達5人はおこぼれを狙い一路会津を目指すが、同じころ忠次の元親分・黒木（玉川良一）と庄助の実子・庄一（左とん平）達も小原家の財産を狙いだしており...

## スタッフ
- 監督：渡邊祐介
- 原作：渡邊祐介
- 脚本：田坂啓、渡邊祐介
- 製作：沢村国男、井沢健
- 撮影：荒野諒一
- 美術：佐藤之俊
- 音楽：宮川泰
- 編集：寺田昭光
- 助監督：白木慶二

## キャスト
- 薮井長介：いかりや長介
- 荒井忠次：荒井注
- 仲本工作：仲本工事
- 高木風太：高木ブー
- 加藤ヒデオ：加藤茶
- 小原庄助：益田喜頓
- 小原庄一：左とん平
- あやめ：小鹿ミキ
- 五郎：寺尾聡
- 紅子：桑原幸子
- ぽん太：キャッシー
- 花子：都家かつ江
- 患者：武智豊子
- 泥棒：桂伸治
- 日の丸：一谷伸江
- 看護婦：ひろ・みどり
- 母親：佐々木梨里
- 労務者A：獅子てんや
- 労務者B：瀬戸わんや
- 婆や：花岡菊子
- 院長：生井健夫
- 天地先生：天地真理
- 黒木：玉川良一
- 黒木の子分：須賀良、園田健二、中川秀人、篠原靖夫
- 使用人：金子亜子、村上記代、高畑喜三、泉真喜、大久保敏男
- 総菜屋：小森英明
- 患者：北竜介
- 医者：加島潤
- 博打仲間：小田草之助、沖秀一、岡本忠行
- 白バイ警官：長谷川英敏
- 老夫婦：大杉侃二郎、水木涼子
- 若い患者：芹川美奈
- 哲夫：尾美利徳
- 主婦：秩父晴子
- 若い女：坂田多恵子、藤田純子
- 看護婦：光映子

## 主題歌・挿入歌
主題歌「チョットだけよ全員集合!!」
　原曲：北海盆唄
挿入歌「ドリフの会津磐梯山」
　原曲：会津磐梯山
挿入歌「恋する夏の日」

## テレビ放送
- 1982年1月11日、テレビ朝日系列の『ゴールデンワイド劇場』で放送。
- 2019年1月16日、日本BS放送（BS11）の『水曜シネマ 昭和喜劇シリーズ』で放送。